# Ion Nunweiller
Ion Nunweiller (n. 9 ianuarie 1936, Piatra-Neamț, România – d. 3 februarie 2015, Pitești, România) a fost un fotbalist român, care a jucat în echipa națională de fotbal a României.

## Carieră
La vârsta de 14 ani, în 1950, juca la Progresul ICAS București.
Din 1951 a trecut la Dinamo București (debut în Divizia A pe 12 august 1956, Dinamo Buc. - Dinamo Bacău 2 - 1), unde a activat întreagă carieră până în 1972, cu două perioade de întrerupere: în 1956 la Dinamo și 1968-1970 la Fenerbahce, în Turcia, unde în 1970 a cucerit eventul campionat-cupă. Înzestrat cu deosebite calități fizice și morale a reprezentat tipul apărătorului-luptător, bun acroșer, excelent la jocul de cap, sigur în deposedarea adversarului, ambițios și tenace.
De la el și de la fratele său Lică provine porecla "câinele roșu", preluată mai târziu de clubul dinamovist. A fost un veritabil stâlp al apărării dinamoviste și al naționalei în cele 40 de meciuri în care a îmbrăcat tricoul cu nr. 3. Printre marile sale performanțe, a jucător, se înscriu 5 titluri și 3 cupe (279 jocuri/19 goluri în prima noastră divizie, 26/3 în cupele europene). A deținut gradul de căpitan în cadrul Ministerului Afacerilor Interne.
Ca antrenor s-a afirmat relativ repede, reușind chiar în primul an la conducerea tehnică a lui Dinamo, în 1972-1973, să câștige titlul. În continuare a activat în cuplu cu Nicușor, tot la Dinamo, câștigând în următorii doi ani, încă un titlu, performanță pe care a repetat-o și în 1977, ca antrenor principal la Dinamo. Din 1979 a lucrat la echipele naționale de juniori din cadrul F.C. Luceafărul contribuind la formarea unor valoroase promoții de jucători. După câteva escale fără ecou la Gloria Bistrița (1981-1983), Corvinul (1984-1986), Flacăra Moreni (1986-1989 unde a antrenat echipa mare în timp ce fratele său, Victor Nunweiller, a antrenat echipa mică) și F.C. Argeș (1990-1991), a ajuns pe banca echipei turce Bursaspor. A urmat apoi Ceahlăul, pe care, în 1993, a promovat-o în prima divizie.  
După o scurtă retragere a preluat echipa feminină (1996-1998), iar în 1998, F.C. Baia Mare. După 1999 s-a retras, devenind consilier la Dinamo.

## Palmares

### Jucător
Dinamo București
- Divizia A: 1961–62, 1962–63, 1963–64, 1964–65, 1970–71[3]
- Cupa României: 1958–59, 1963–64, 1967–68[3]

Fenerbahçe
- Prima ligă turcă: 1969–70[3]
- Cupa TSYD : 1969–70[4]

Individual
- Gazeta Sporturilor Fotbalistul român al anului (5): 1966

### Antrenor
Dinamo București
- Divizia A: 1972–73, 1974–75(coautor), 1976–77[4]

Ceahlăul Piatra Neamț
- Divizia B: 1992–93[4]

## Distincții
- Ordinul „Meritul Sportiv” clasa a III-a (8 mai 1968) „pentru contribuția deosebită adusă la dezvoltarea mișcării de cultură fizică și sport și pentru merite deosebite în activitatea sportivă de performanță, cu prilejul împlinirii a 20 de ani de la înființarea Clubului sportiv «Dinamo»-București al Ministerului Afacerilor Interne”[1]
- Ordinul „Meritul Sportiv” clasa a III-a (25 martie 2008) pentru toată activitatea și pentru „formarea tinerelor generații de viitori campioni”[5]